# Hrdlořezy (Praag)

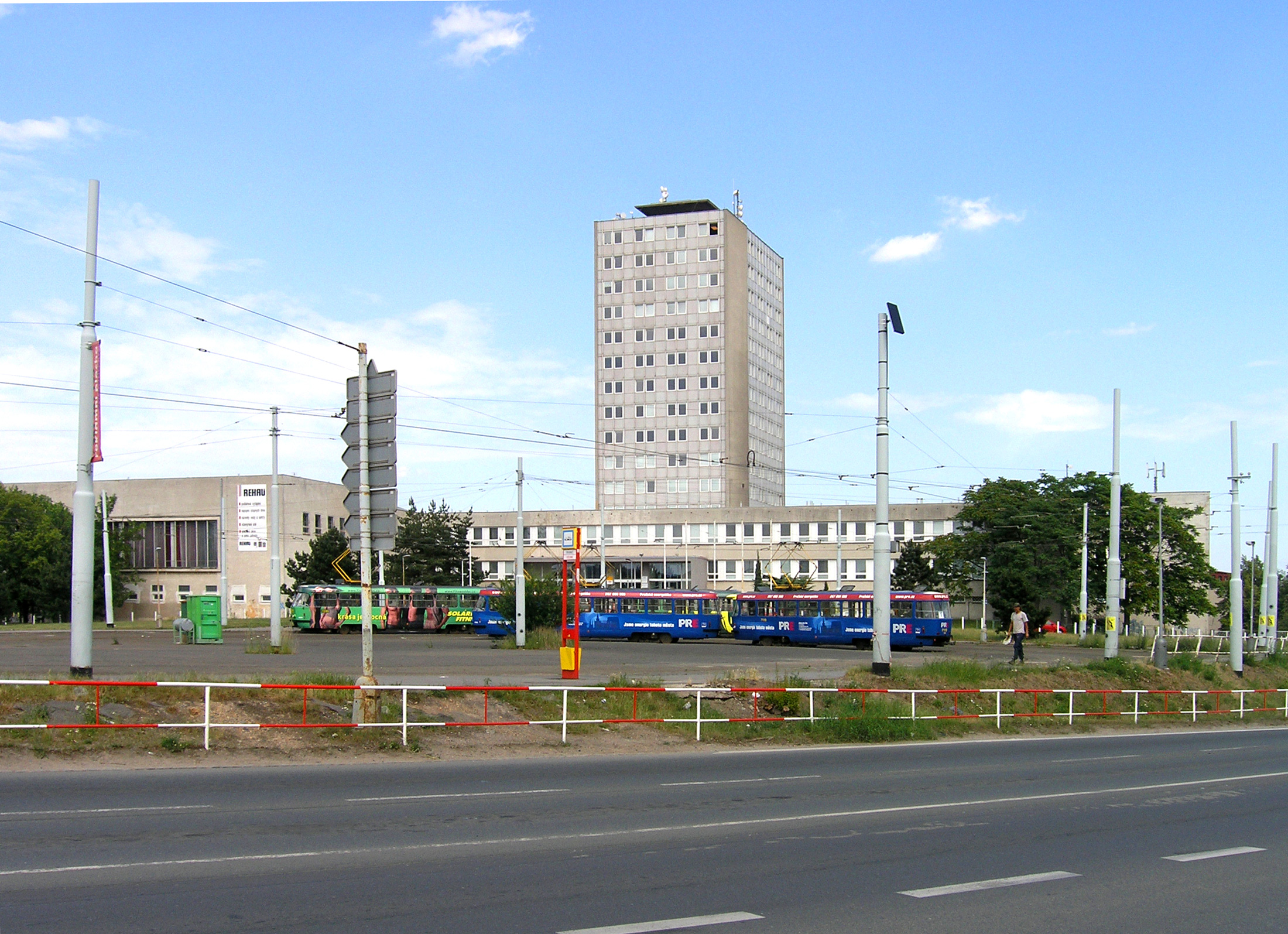
Tramstation in Hrdlořezy

Hrdlořezy' is een wijk van de Tsjechische hoofdstad Praag. Sinds het jaar 1922 is het oorspronkelijke dorp onderdeel van de gemeente Praag. Sinds 1990 is het grootste deel van de wijk onderdeel van het gemeentelijke district Praag 9. Een klein deel behoort tot Praag 10. Hrdlořezy heeft 495 inwoners (16 oktober 2006).
Door de wijk loopt het riviertje de Rokytka.